# Tonyà
Tonyà – wieś w Hiszpanii, w Katalonii, w prowincji Girona, w comarce Alt Empordà, w gminie Garrigàs.
Według danych INE z 2005 roku miejscowość zamieszkiwało 38 osób.